# Testo
Pour les articles homonymes, voir Testo (homonymie).
 (avril 2023).
Testo est une entreprise allemande dont le siège est situé à Lenzkirch dans le Bade-Wurtemberg.
L'entreprise a été fondée en 1957 sous le nom de Atmos Fritzsching & Co. GmbH Betrieb Elektronische Meßgeräte, avec comme produit un thermomètre électronique.
Elle possède des moyens de production en Allemagne, Chine, Japon, Corée, États-Unis, France, Italie, Espagne, Australie. Les employés sont répartis principalement à Titisee-Neustadt (250 personnes) et Lenzkirch (600 personnes).

## Galerie

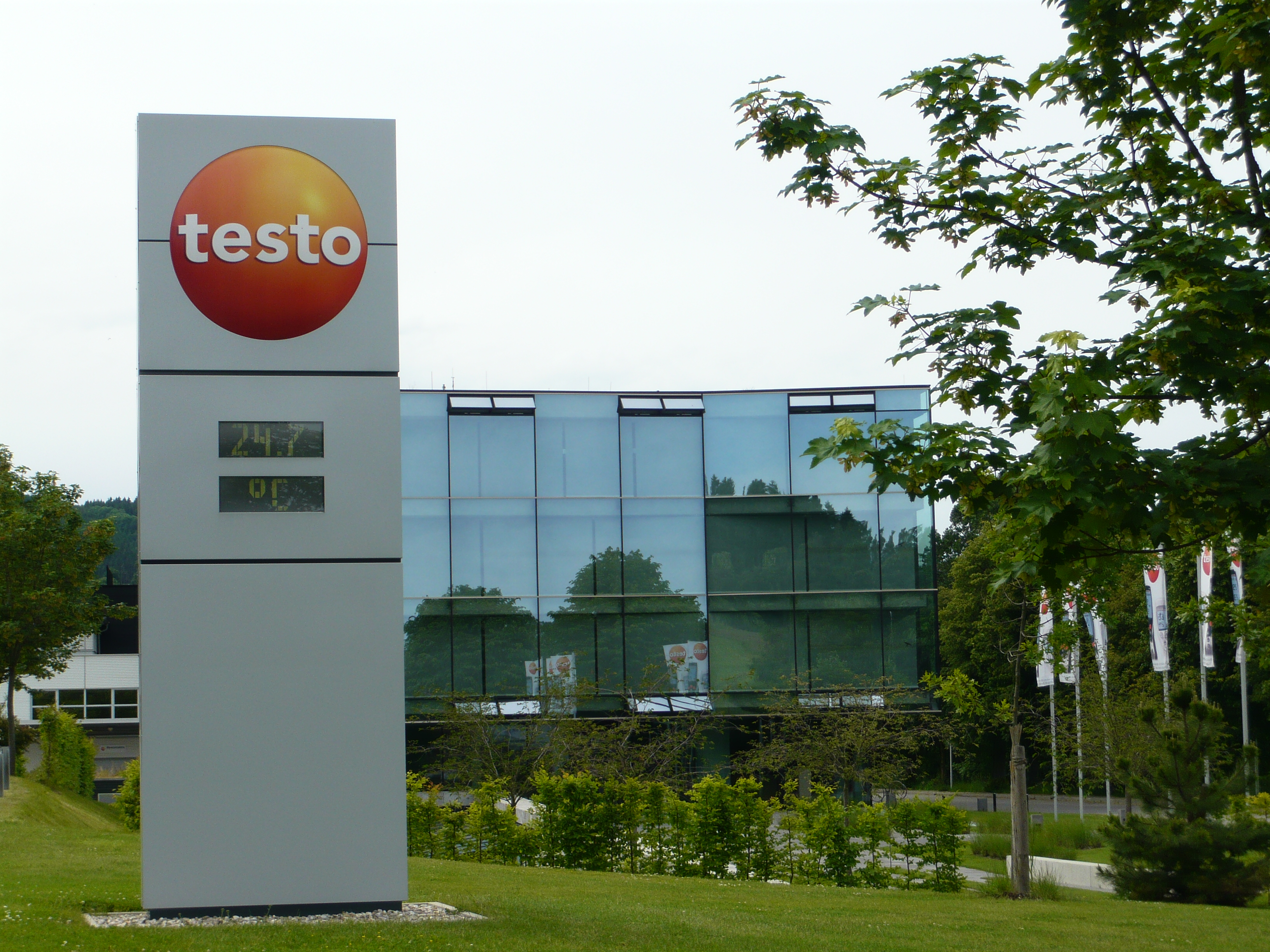
Le siège de l'entreprise à Lenzkirch.
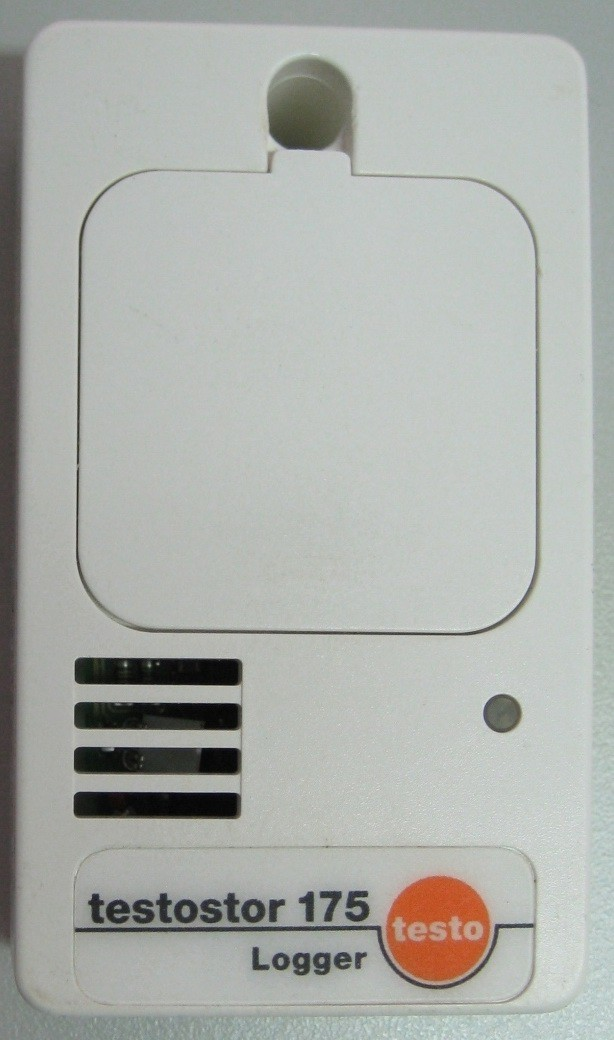
Enregistreur de données (température et humidité mesurées) portable.
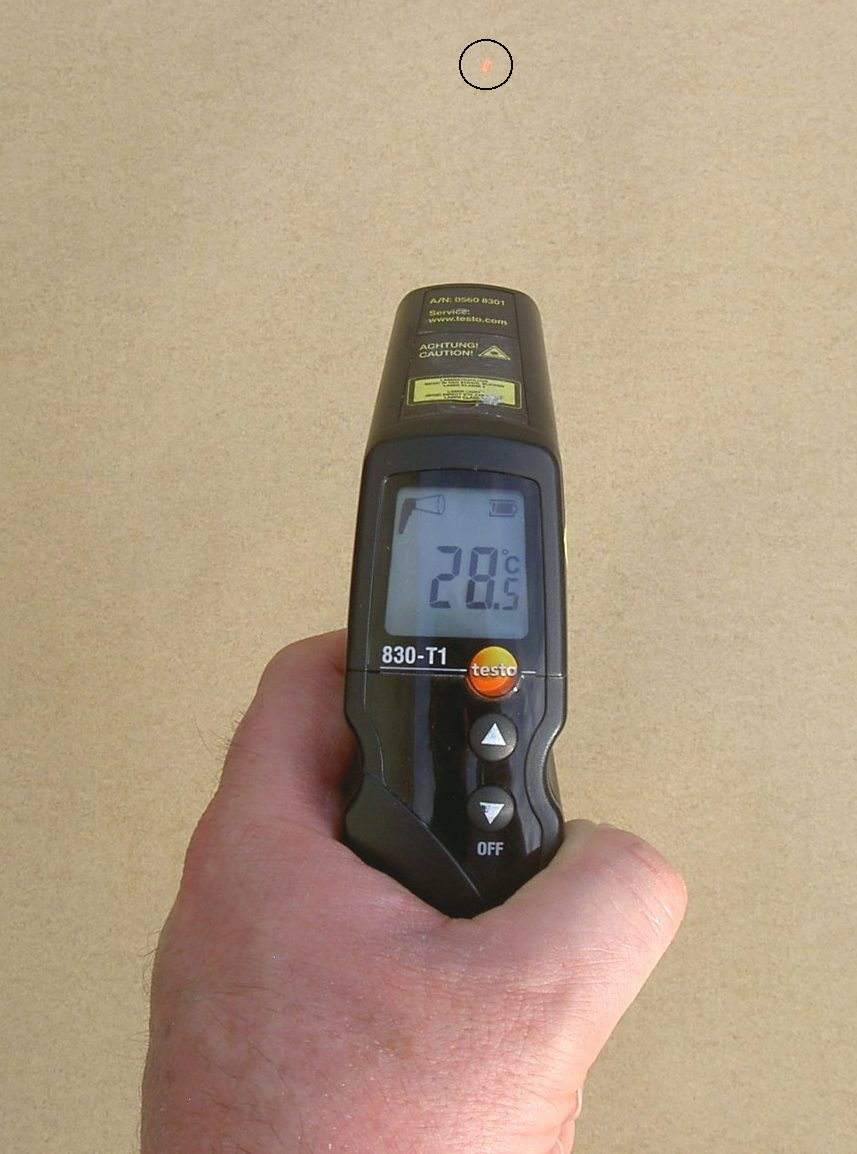
Thermomètre infrarouge.
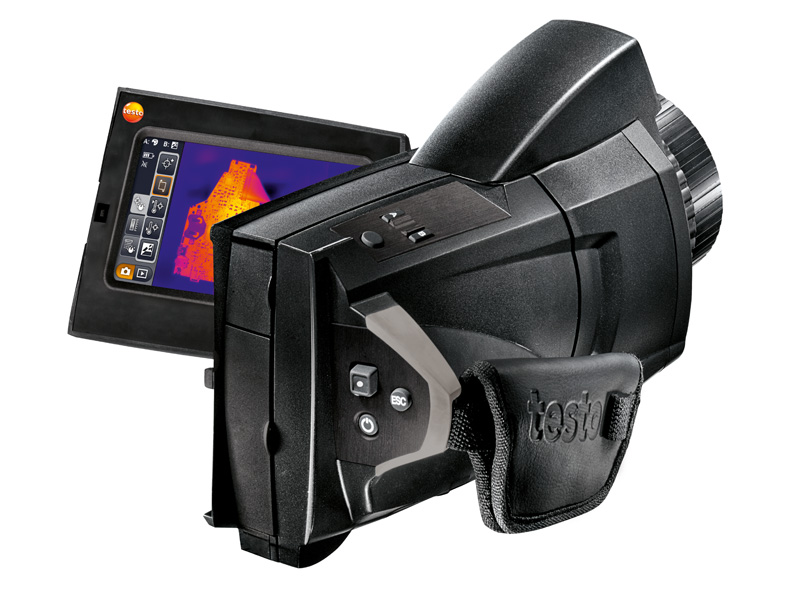
Caméra thermique.